# Zawady (gmina Turośń Kościelna)
Zawady (białorus. Завады) – wieś w Polsce położona w województwie podlaskim, w powiecie białostockim, w gminie Turośń Kościelna. Leży nad rzeką Czapliczanką.
Wierni kościoła rzymskokatolickiego należą do parafii św. Jana Chrzciciela i św. Szczepana w Choroszczy. Prawosławni mieszkańcy wsi przynależą do parafii pw. św. Mikołaja Cudotwórcy w pobliskim Topilcu.

## Historia
Wieś duchowna położona była w końcu XVIII wieku  w powiecie grodzieńskim województwa trockiego Wielkiego Księstwa Litewskiego.
Pierwotnie mieszkańcy wsi byli prawosławnymi Białorusinami i przynależeli do parafii prawosławnej pw. św. Mikołaja Cudotwórcy w pobliskim Topilcu. W latach 1929–1932 mieszkańcy Zawad wysuwali potrzebę stworzenia w ich wsi szkoły z białoruskim językiem nauczania. W ramach przeprowadzonej w latach 1944–1946 akcji deportacyjnej ludności polskiej z terytorium radzieckiej Białorusi i ludności białoruskiej z terytorium Polski Ludowej prawosławnych mieszkańców wsi deklarujących białoruską przynależność narodową wysiedlono, a na ich miejsce sprowadzono przesiedleńców zza linii Curzona. Pamiątką po dawnych mieszkańcach jest krzyż wotywny z 1931 r. z cyrylicznymi inskrypcjami znajdujący się przy wjeździe do wsi.
W latach 1975–1998 miejscowość należała administracyjnie do województwa białostockiego.